# Бешофф, Роланд Люк
Роланд Люк Бешофф (фр. Roland Luc Béchoff; 20 июля 1906, Париж, Франция — январь 2006) — французский государственный деятель, префект Реюньона (1950—1952).

## Биография
Во время Второй мировой войны был летчиком-истребителем ВВС «Свободной Франции» (FAFL) и британских Королевских ВВС эскадрильи N 340 («Свободная Франция»), авиагруппы GC 4/2 «Иль де Франс» и 611-й эскадрильи.
Окончил Высшую школу коммерции Парижа (HEC Paris), кандидат юридических наук.
- 1945 год — префект департамента Верхняя Луара,
- 1946—1950 годы — префект департамента Орн,
- 1950—1952 годы — префект Реюньона,
- 1963—1957 годы — префект департамента Савойя,
- 1957 год — префект департамента Луар и Шер.